# Valle del Liri
La valle del Liri è una valle ed una regione geografica del Lazio meridionale, situata nella provincia di Frosinone, attraversata dal fiume Liri (come anche la valle Roveto in Abruzzo, che è inclusa nel suo territorio ed oltre la quale prosegue in territorio laziale): il principale centro urbano dell'area è Sora.

## Geografia
La Valle del Liri equivale alla Bassa Valle Latina. Per precisione, seguendo il corso del Liri, la Valle del Liri corrisponde solo all'area all'altezza media del Liri ed è dunque spesso indicata anche come Media valle del Liri. Il territorio è prevalentemente collinare. La valle inizia nel territorio di Sora, antica città laziale al confine con l'Abruzzo e sul limite dell'Appennino centrale.

## Storia
La valle era abitata, prima della conquista romana e della colonizzazione latina, dai volsci, di origine indo-europea, ma a differenza dei latini, facente parte della famiglia osco-umbra e dunque culturalmente più prossimi alle altre popolazioni italiche dell'Italia appenninica. Più a sud si estendeva invece il territorio dei sanniti (anch'essi osco-umbri). A seguito dell'espansione romana nel Lazio il fiume Liri diventò in un primo tempo il confine tra il territorio 
romano e quello sannita (Samnitium ager). Nella valle sorgevano diversi importanti centri, in particolare Fregellae, Sora ed Arpino. Le prime due, colonie latine, vennero dunque popolate con migliaia di coloni latini e/o romani. Proprio la nascita della colonia latina di Fregellae, costruita nel Samnitium ager, condusse alla seconda guerra sannitica.
Dopo l'espansione romana il territorio venne incluso all'interno del Latium Adiectum e, in epoca imperiale, nella Regio I Latium et Campania. Dopo la caduta dell'Impero romano il territorio diventerà, dopo il periodo gotico e bizantino, di nuovo un territorio di confine tra i domini bizantini (poi papali) e i diversi ducati e regni meridionali. Le principali signorie locali, che orbitavano comunque su Napoli, erano la contea, (poi ducato) di Sora e la Terra di San Benedetto, quest'ultima dominio feudale dell'abbazia di Montecassino. Con il 1870 le due sponde del Liri ritrovarono l'antica unità, sebbene all'interno di due province diverse. Nel 1927 con la creazione della provincia di Frosinone anche i centri dell'Alta Terra di Lavoro, ad est del Liri e a nord del Garigliano, tornarono a far parte del Lazio.

## Economia
Per secoli, fin dall'epoca antica, il territorio era caratterizzato dalla lavorazione della lana. In epoca contemporanea, in particolare dal diciannovesimo secolo, la Valle venne costellata da importanti centri di produzione della carta.